# Tatsuhiro Yonemitsu
Tatsuhiro Yonemitsu (米満 達弘, Yonemitsu Tatsuhiro; Yamanashi, 5 de agosto de 1986) é um lutador de estilo-livre japonês, campeão olímpico.

## Carreira
Yonemitsu conquistou a medalha de ouro nos Jogos Olímpicos de Verão de 2012 em Londres, derrotando Sushil Kumar, da Índia, na final da categoria de peso leve na luta livre. Ele também é segundo-tenente da Força Terrestre de Autodefesa do Japão.